# Задуброва
Задуброва (пол. Zadąbrowie) — село на Закерзонні в Польщі, у гміні Орли Перемишльського повіту Підкарпатського воєводства.
Населення — 967 осіб (2011).

## Розташування
Розміщене недалеко від кордону з Україною. Село розташоване за 12 км на північ від Перемишля та 61 км на схід від Ряшева.

## Історія
До 1772 р. село входило до Перемишльської землі Руського воєводства.
У 1880 р. село належало до Перемишльського повіту Королівства Галичини та Володимирії Австро-Угорської імперії, у селі було 40 будинків і 356 жителів, 225 були греко-католиками, 119 — римо-католиками, а 12 — юдеями.
У 1934-1939 рр. село належало до ґміни Радимно Ярославського повіту Львівського воєводства. У 1939 році в селі проживало 350 мешканців, з них 300 українців-грекокатоликів, 40 українців-римокатоликів, 10 поляків.
В липні 1944 року радянські війська оволоділи селом. 16 серпня 1945 року Москва підписала й опублікувала офіційно договір з Польщею про встановлення лінії Керзона українсько-польським кордоном. Українці не могли протистояти антиукраїнському терору після Другої світової війни. Частину добровільно-примусово виселили в СРСР (128 осіб — 33 родини). Решту в 1947 р. депортовано на понімецькі землі.

## Демографія
Демографічна структура станом на 31 березня 2011 року:
|          | Загалом | Допрацездатний вік | Працездатний вік | Постпрацездатний вік |
| -------- | ------- | ------------------ | ---------------- | -------------------- |
| Чоловіки | 499     | 111                | 355              | 33                   |
| Жінки    | 468     | 103                | 283              | 82                   |
| Разом    | 967     | 214                | 638              | 115                  |

## Церква
У 1660 р. українці збудували дерев’яну греко-католицьку церкву Успіння Пр. Богородиці. Мала філіяльний статус, належавши до парафії Святе Перемиського деканату (після Першої світової війни — Радимнянського деканату) Перемишльської єпархії. Після виселення українців церква служила костелом до 1984 р., коли була пересунута на кількадесят метрів, а на колишньому місці побудований костел. Надалі церкву перенесуть на цвинтар для використання під каплицю.